# Afraates
Afraates (siríac: ܐܦܪܗܛ, Ap̄rahaṭ; persa: فرهاد; àrab: أفراهاط الحكيم, Afrāhāṭ al-Ḥakīm; grec antic: Ἀφραάτης; llatí: Aphraates; Asoristan, c. 280 – Adiabene, c. 345), venerat com a sant Afraates el Persa, va ser un autor cristià siríac del segle iii d'origen iranià de l'Imperi Sassànida, considerat el primer Pare de l'Església de Síria.
Era un ascètic i cèlibe, i un asceta dels Fills de l'aliança o Fills del pacte, que fou una primera forma siríaca de monaquisme comunal. Potser va ser bisbe, i més tard la tradició siríaca el situa al capdavant del monestir de Mar Mattai, prop de Mossul, al que ara és el nord de l'Iraq. Va compondre una sèrie de vint-i-tres exposicions o homilies sobre punts de la doctrina i la pràctica cristianes, les Demostracions.
Fou gairebé contemporani d'Efraïm de Síria, una mica més jove, però aquest últim va viure dins de l'esfera de l'Imperi Romà. Anomenat «el savi persa» (siríac: ܚܟܝܡܐ ܦܪܣܝܐ, Ḥakkimā Pārsāyā), Afraates va ser testimoni de les preocupacions de l'església primitiva més enllà dels límits orientals de l'Imperi Romà.

## Biografia
Afraates va néixer prop de la frontera de la Síria romana a l'Iran neopersa al voltant de l'any 280, durant el govern de l'emperador sassànida Sapor II.
El nom Afraates és una versió del nom persa Frahāt, que equival al modern persa Farhād (فرهاد). Podria haver tingut avantpassats jueus perses. L'autor, que era conegut com «el savi persa», provenia d'una família zoroastriana i podria haver estat ell mateix un convers del zoroastrisme, encara que sembla ser una especulació posterior. No obstant això, va prendre el nom de cristià de Jacob en el seu baptisme, i així apareix en el colofó a un manuscrit de 512 que conté dotze de les seves homilies. Es va confondre amb Jacob de Nísibis, en temps de Gennadi de Marsella (abans del 496), i l'antiga versió armènia de dinou de les Demostracions s'han publicat amb aquest darrer nom. L'estudi exhaustiu de les Demostracions fa impossible la identificació amb Jacob de Nísibis. Afraates, sent un súbdit persa, no podria haver viscut a Nísibis, que només esdevingué persa pel tractat de l'emperador Jovià de 363.
A més, Jacob de Nísibis, que va assistir al Primer Concili de Nicea, va morir l'any 338 i, a partir de l'evidència interna de les obres d'Afraates, l'autor va ser testimoni de l'inici de la persecució dels cristians a principis dels anys 340 per part de Sapor II. Les persecucions van sorgir a causa de les tensions polítiques entre Roma i Pèrsia, en particular la declaració de Constantí I el Gran que Roma havia de ser un imperi cristià. Sapor va voler impedir que els cristians siríacs i armenis del seu Imperi poguessin recolzar en secret Roma. Hi ha elements en l'escriptura d'Afraates que mostren una gran preocupació pastoral pel seu ramat assetjat, atrapat enmig de tota aquesta agitació.
S'entén que el seu nom era Afraates per escriptors relativament tardans, com Bar Bahlul (segle X), Elies de Nísibis (XI), Gregori Bar Hebreu i Abdisho bar Berika. Sembla que va ser bastant destacat a l'Església cristiana de l'Imperi Persa durant la primera meitat del segle iv. Jordi, bisbe dels àrabs, escrivint l'any 714 a un amic que li havia enviat una sèrie de preguntes sobre «el savi persa», confessa que desconeix el seu nom, casa i rang, però de les seves obres dedueix que era monjo i d'alta estima en el clergat. El fet que l'any 344 fos seleccionat per redactar una carta circular d'un consell de bisbes i altres clergues a les esglésies de Ctesifont i Selèucia i altres llocs (que després es convertirà en la Demostració 14) és considerat per William Wright i altres com a prova que era bisbe. Segons una nota marginal d'un manuscrit del segle xiv (BM Orient. 1017), va ser «bisbe de Mar Mattai», un famós monestir prop de Mossul, però és poc probable que aquesta institució ja existís en aquell moment.

## LesDemostracions
Les obres d'Afraates s'anomenen col·lectivament les Demostracions, a causa de la primera paraula de tots els seus títols, que és sempre la mateixa, «demostració» (siríac: ܬܚܘܝܬܐ, taḥwîṯâ). De vegades també se les coneix com «les Homilies». Hi ha vint-i-tres manifestacions, en total. Cada obra tracta sobre un tema de fe o pràctica diferent, i és una homilia o exposició pastoral. Segons Francis Crawford Burkitt, tenen la intenció de formar «una exposició completa i ordenada de la fe cristiana». El punt de vista és el de l'església de parla siríaca, abans que fos tocada per la polèmica arriana, i mostra una tradició judeo-cristiana, que no havia evolucionat cap a l'helenisme, contràriament al que passava en altres indrets de l'orient cristià del moment. Començant amb la fe com a fonament, l'escriptor construeix l'estructura de la doctrina i els deures.
Les Demostracions són obres en prosa, però amb freqüència, Afraates utilitza un ritme poètic i una imatgeria a la seva escriptura. Cadascuna de les vint-i-dues primeres demostracions comença amb cada lletra successiva de l'alfabet siríac (de les quals n'hi ha vint-i-dos). Les Demostracions no es van compondre totes alhora, sinó en tres períodes diferents. Els deu primers, compostos l'any 337, es refereixen a la vida cristiana i a l'ordre eclesiàstic, i són anteriors a les persecucions. Les manifestacions 11-22 es van escriure en el moment àlgid de la persecució, l'any 344. Alguns d'aquest grup tracten temes com s'havia fet els anys anteriors, però altres se centren en temes apocalíptics. No obstant això, quatre manifestacions es refereixen al judaïsme. Sembla que hi va haver un moviment dins de l'església persa per part d'alguns per convertir-se en jueus o tornar al judaisme, o per incorporar elements jueus al cristianisme. Afraates fa la seva posició explicant el significat dels símbols de la circumcisió, la Pasqua i el sàbat. La vint-i-tercera Demostració queda fora del sistema alfabètic de les primeres obres, i sembla ser una mica posterior, potser prop del final de la vida d'Afraates. La vint-i-tercera peça pren com a senyal el simbolisme del raïm, extret del capítol 65 d'Isaïes i d'altres llocs. Tracta del compliment de la promesa messiànica d'Adam a Crist. Afraates mai s'allunya massa de la Bíblia en les Demostracions: no és un filòsof. Totes les seves cites evangèliques semblen extretes del Diatèssaron, l'harmonia de l'evangeli que servia l'església en el seu temps. El mode d'interpretar la bíblia d'Afraates és sorprenentment semblant al de les acadèmies rabíniques babilònies del seu temps. La seva posició dins de l'església s'indica a la Demostració 14, en la qual Afraates sembla estar escrivint una carta en nom del seu sínode al clergat de la capital persa, Ctesifont - Selèucia del Tigris.
A Demostracions 5, Afraates va tractar l'escatologia. Pel que fa a les bèsties de Daniel 7, va identificar la primera bèstia com Babilònia; la segona, Mèdia i Pèrsia; la tercera, l'Imperi Macedoni d'Alexandre. Els quatre caps del lleopard serien els quatre successors d'Alexandre. La quarta bèstia semblava incloure tant els successors macedonis d'Alexandre com els emperadors romans. Les seves banyes les va aplicar als reis selèucides fins a Antíoc IV, a qui va identificar com la Petita Banya.

### Traduccions
Les Demostracions van ser originalment compostes en llengua siríaca, però van ser ràpidament traduïdes a altres llengües,el que demostra que va tenir una difusió considerable. La versió armènia, publicada per Antonelli el 1756 i que només conté 19 homilies, va circular per error sota l'autoria de Jacob de Nísibis. Existeixen versions importants en georgià i en gueez. Algunes de les manifestacions van ser traduïdes a l'àrab, però erròniament atribuïdes a Efraïm de Síria.

### Índex
1. Demostració sobre la fe — Les demostracions 1–10 probablement es van escriure el 336–337
2. Demostració de caritat
3. Demostració sobre el dejuni
4. Demostració sobre la pregària
5. Demostració sobre les guerres
6. Demostració sobre els membres del pacte
7. Demostració sobre penitents
8. Demostració sobre la resurrecció
9. Demostració sobre la humilitat
10. Demostració sobre pastors
11. Demostració sobre la circumcisió — Les demostracions 11-22 probablement es van escriure el 344
12. Demostració per la Pasqua
13. Demostració del dissabte
14. Demostració sobre la predicació
15. Demostració sobre diferents aliments
16. Demostració sobre la crida dels gentils
17. Demostració sobre Jesús el Messies
18. Demostració sobre la virginitat
19. Demostració sobre la dispersió d'Israel
20. Demostració sobre l'almoina
21. Demostració sobre la persecució
22. Demostració sobre la mort i els últims dies
23. Demostració sobre el raïm — La demostració 23 probablement es va escriure l'hivern de 344-345.

## Doctrina
La seva doctrina és trinitària i cristològica, fins i tot dins de l'ortodòxia, encara que ignora Nicea, ja que l'Església de Persia no havia enviat cap representant al concili. Pel que fa a l'Esperit Sant la seva doctrina no és explícita, l'originalitat de la seva doctrina és que es basa per complet en el simbolisme bíblic enriquit per les traduccions targúmiques transmeses per les primeres comunitats cristianes de Mesopotàmia. L'espiritualitat d'Afraates traspua optimisme, immersa en una atmosfera de dolçor i de pau, amb una gran instància en la humilitat.
Benet XVI va dedicar una audiència el 21 de novembre de 2007 sobre aquest Pare de l'Església. Va destacar que Afraates vivia en un lloc de frontera entre cristians i jueus i parlava siríac, una llengua semítica com l'hebreu i l'arameu de Jesús. Destaca que la seva interpretació no està influenciada per tradicions foranes com el monaquisme egipci. Descriu el seu estil com senzill, amb frases breus i paral·lelismes contrastants, i que va aconseguir fer un discurs molt coherent. Es va fixar en paral·lelismes que Afraates va fer entre Jesucrist com un metge, el pecat com una malaltia i el medicament com la penitència. Pel que fa a la pregària, parla de Jesús com a mestre d'oració perquè "Jesús coneix els misteris del cor". Imitar Crist és el centre de la vida cristiana per Afraates, i la humilitat la principal virtut perquè permet que els fruits de l'home arribin a Déu. Joan Pau II destaca que per Afraates, a diferència de la mentalitat del moment, l'home està cridat a la bellesa, l'alegria i la llum i el cos és bo i positiu. Afraates també parla del dejuni de la colera, de la propietat de béns i del somni per prioritzar l'oració. Finalment, per Joan Pau II, Afraates defensa que la pregària té sentit quan es converteix en vida cristiana i la relaciona amb la caritat.